# Ріккардо Гарроне (актор)
Ріккардо Гарроне (італ. Riccardo Garrone; 1 листопада 1926, Рим — 14 березня 2016, Мілан) — італійський актор театру та кіно, режисер. Гарроне зіграв понад 150 ролей.

## Життєпис
Після закінцення у 1949 році римської Національної академії драматичного мистецтва, відбувся його дебют у фільмі «Адам і Єва» Маріо Маттолі.
Почуття гумору, дозволило акторові інтерпретувати значну кількість комічних персонажів, серед яких священик Дон Фульгенціо у фільмі «Венеція, місяць і ви» й інші. Також грав і драматичні ролі у фільмах режисерів — Федеріко Фелліні, Луїджі Дзампа, Валеріо Дзурліні й інших.
У 1950 році Гарроне почав працювати в театрі, спочатку з компанією акторів — Вітторіо Ґассман, Діана Торрієрі і Елена Зареші. Протягом 1950-х, 1960-х і 1970-х років інтенсивно працював для великого екрану, з'являтися у безлічі кінокартин різноманітних жанрів (комедії, фільми жахів і спагеті-вестерни).
Також Гарроне багато працював над дубляжем фільмів і телевізійних постановок.
Пішов зі сцени в 2014 році.

## Фільмографія
- Adamo ed Eva, реж. Маріо Маттолі (1949)
- Tormento del passato, реж. Mario Bonnard (1952)
- Fratelli d'Italia, реж. Fausto Saraceni (1952)
- 1953 : Дві ночі з Клеопатрою / (Due notti con Cleopatra), реж. Маріо Маттолі
- I sette dell'Orsa Maggiore, реж. Дуліо Колетті (1953)
- La romana, реж. Луїджі Дзампа (1954)
- Ulisse, реж. Маріо Камеріні (1954)
- Il prezzo della gloria, реж. Антоніо Мусу (1955)
- Addio sogni di gloria, реж. Джузеппе Варі (1955)
- Una sera di maggio, реж. Джорджо Пастіна (1955)
- 1955 : Шахраї / (Il bidone), реж. Федеріко Фелліні
- La rossa, реж. Luigi Capuano (1955)
- Guardia, guardia scelta, brigadiere таmaresciallo, реж. Мауро Больньїні (1956)
- Il ferroviere, реж. П'єтро Джермі (1956)
- Una voce, una chitarra, un po' di luna, реж. Giacomo Gentilomo (1956)
- Lazzarella, реж. Carlo Ludovico Bragaglia (1957)
- L'ultima violenza, реж. Раффаелло Матараццо (1957)
- Лікар і чаклун / Il medico таlo stregone, реж. Маріо Монічеллі (1957)
- Padri таfigli, реж. Маріо Монічеллі (1957)
- Il momento più bello, реж. Лучано Еммер (1957)
- Belle ma povere, реж. Діно Різі (1957)
- Caporale di giornata, реж. Carlo Ludovico Bragaglia (1958)
- Amore таchiacchiere, реж. Алессандро Блазетті (1958)
- 1958 : Трійця, режисер Маріо Амендола
- Venezia, la luna таtu, реж. Діно Різі (1958)
- L'amico del giaguaro, реж. Giuseppe Bennati (1958)
- Il nemico di mia moglie, реж. Джанні Пуччіні та Gabriele Palmieri (1959)
- 1959 : Зухвалий наліт невідомих зловмисників / (Audace colpo dei soliti ignoti) — Вергілій «міланський»
- Nel blu dipinto di blu, реж. П'єро Телліні (1959)
- Ciao, ciao bambina! (Piove), реж. Sergio Grieco (1959)
- La cento chilometri, реж. Джильйо Петроні (1959)
- Madri pericolose, реж. Domenico Paolella (1960)
- Il vigile, реж. Луїджі Дзампа (1960)
- Солодке життя, режисер Федеріко Фелліні (1960)
- Salambò, реж. Sergio Grieco (1960)
- Audace colpo dei soliti ignoti, реж. Нанні Лой (1960)
- Saffo, venere di Lesbo, реж. Pietro Francisci (1960)
- Signori si nasce, реж. Маріо Маттолі (1960)
- Cacciatori di dote, реж. Маріо Амендола (1961)
- Fra' Manisco cerca guai, реж. Armando W. Tamburella (1961)
- La ragazza con la valigia, реж. Валеріо Дзурліні (1961)
- Капітан Фракасс, реж. Pierre Gaspard-Huit (1961)
- Laura nuda, реж. Nicolò Ferrari (1961)
- Giorno per giorno disperatamente, реж. Alfredo Giannetti (1961)
- Cronache del '22 (1961)
- Caccia all'uomo, реж. Ріккардо Фреда (1961)
- Ponzio Pilato, реж. Gian Paolo Callegari та Irving Rapper (1962)
- Peccati d'estate, реж. Giorgio Bianchi (1962)
- Eva, реж. Джозеф Лоузі (1962)
- Marcia o crepa, реж. Frank Wisbar (1962)
- La congiura dei dieci, реж. Baccio Bandini (1962)
- I Don Giovanni della Costa Azzurra, реж. Вітторіо Сала (1962)
- I terribili 7, реж. Раффаелло Матараццо (1963)
- La pupa, реж. Giuseppe Orlandini (1963)
- La rimpatriata, реж. Даміано Даміані (1963)
- Il successo, реж. Mauro Morassi та Діно Різі (1963)
- Due mattacchioni al Moulin Rouge, реж. Carlo Infascelli (1964)
- Il treno del sabato, реж. Вітторіо Сала (1964)
- Se permettete parliamo di donne, реж. Етторе Скола (1964)
- Amore facile, реж. Джанні Пуччіні (1964)
- Una Rolls-Royce gialla, реж. Anthony Asquith (1964)
- I due pericoli pubblici, реж. Lucio Fulci (1964)
- 5 tombe per un medium, реж. Массімо Пупілло (1965)
- I due sergenti del generale Custer, реж. Giorgio Simonelli (1965)
- 1965 : Комплекси / (I complessi) — Альваро, епізод «Вирішальний день»
- Idoli controluce, реж. Enzo Battaglia (1965)
- I soldi, реж. Джанні Пуччіні та Giorgio Cavedon (1965)
- Spiaggia libera, реж. Маріо Джироламі (1966)
- Degueyo, реж. Джузеппе Варі (1966)
- Destinazione marciapiede, реж. Denys de La Patellière (1966)
- Maigret a Pigalle, реж. Маріо Ланді (1966)
- I ragazzi di Bandiera Gialla, реж. Mariano Laurenti (1967)
- Un colpo da re, реж. Angelo Dorigo (1967)
- Il fischio al naso, реж. Уго Тоньяцці (1967)
- Tre morsi nella mela, regia Alvin Ganzer (1967)
- Arriva Dorellik, реж. Стено (1967)
- Bang Bang Kid, реж. Джорджо Джентілі та Лучано Леллі (1967)
- Se vuoi vivere... spara!, реж. Серджо Гарроне (1968)
- Un killer per Sua Maestà, реж. Federico Chentrens та Maurice Cloche (1968)
- Un dollaro per 7 vigliacchi, реж. Джорджо Джентілі (1968)
- La vuole lui... lo vuole lei, реж. Маріо Амендола (1968)
- Pensando a te, реж. Альдо Грімальді (1969)
- E continuavano a chiamarlo figlio di... (El Zorro justiciero), реж. Rafael Romero Marchent (1969)
- Il ragazzo che sorride, реж. Альдо Грімальді (1969)
- Una lunga fila di croci, реж. Серджо Гарроне (1969)
- Toh, è morta la nonna!, реж. Маріо Монічеллі (1969)
- Блондинка – приманка для вбивці (La morte bussa due volte, Blonde Köder für den Mörder), реж. Гаральд Філіпп (1969)
- Il divorzio, реж. Romolo Guerrieri (1970)
- La ragazza di nome Giulio, реж. Tonino Valerii (1970)
- Sledge (A Man Called Sledge), реж. Vic Morrow та Джорджо Джентілі (1970)
- Basta guardarla, реж. Luciano Salce (1970)
- Mazzabubù... Quante corna stanno quaggiù?, реж. Mariano Laurenti (1971)
- 1971 : Вродливий, чесний, емігрант в Австралії хоче одружитися з незайманою землячкою / (Bello, onesto, emigrato Australia sposerebbe compaesana illibata), реж. Луїджі Дзампа
- Grazie zio, ci provo anch'io, реж. Nick Nostro (1971)
- Trastevere, реж. Fausto Tozzi (1971)
- Siamo tutti in libertà provvisoria, реж. Manlio Scarpelli (1971)
- Decameroticus, реж. Giuliano Biagetti (1972)
- Decameron proibitissimo (Boccaccio mio statte zitto), реж. Маріо Джироламі (1972)
- La bella Antonia, prima monica таpoi dimonia, реж. Mariano Laurenti (1972)
- Il West ti va stretto, amico... è arrivato Alleluja, реж. Giuliano Carnimeo (1972)
- La colomba non deve volare, реж. Серджо Гарроне (1972)
- Che c'entriamo noi con la rivoluzione?, реж. Sergio Corbucci (1972)
- Ругантіно, режисер Паскуале Феста Кампаніле (1973)
- Maria Rosa la guardona, реж. Маріо Джироламі (1973)
- Il figlioccio del padrino, реж. Mariano Laurenti (1973)
- Giovannona Coscialunga disonorata con onore, реж. Серджо Мартіно (1973)
- Tedeum, реж. Enzo G. Castellari (1973)
- Il bacio di una morta, реж. Carlo Infascelli (1974)
- Il baco da seta, реж. Mario Sequi (1974)
- Di Tresette ce n'è uno, tutti gli altri son nessuno, реж. Giuliano Carnimeo (1974)
- La mafia mi fa un baffo, реж. Riccardo Garrone (1974)
- 4 marmittoni alle grandi manovre, реж. Маріо Джироламі (1974)
- Scusi si potrebbe evitare il servizio militare?... No!, реж. Луїджі Петріні (1974)
- L'eredità dello zio Buonanima, реж. Alfonso Brescia (1974)
- 1975 : Поліцейська робить кар'єру, режисер Мікеле Массімо Тарантіні (1975)
- Il fidanzamento, реж. Giovanni Grimaldi (1975)
- Il medaglione insanguinato, реж. Massimo Dallamano (1975)
- La sposina, реж. Sergio Bergonzelli (1976)
- La campagnola bella, реж. Mario Siciliano (1976)
- Peccatori di provincia, реж. Tiziano Longo (1976)
- Le avventure таgli amori di Scaramouche, реж. Enzo G. Castellari (1976)
- La vergine, il toro таil capricorno, реж. Luciano Martino (1977)
- Il cinico, l'infame, il violento, реж. Umberto Lenzi (1977)
- Tre simpatiche carogne, реж. Francis Girod (1977)
- Il furto della Gioconda, реж. Ренато Кастеллані (1978)
- La cicala, реж. Альберто Латтуада (1980)
- Ciao nemico, реж. Енцо Барбоні (1982)
- Ricchi, ricchissimi... praticamente in mutande, реж. Серджо Мартіно (1982)
- Фантоцці страждає знову, режисер Нері Паренті (1983)
- Vacanze di Natale, реж. Карло Вандзіна (1983)
- Windsurf - Il vento nelle mani, реж. Клаудіо Різі (1984)
- Amarsi un po', реж. Карло Вандзіна (1984)
- I miei primi 40 anni, реж. Карло Вандзіна (1987)
- Paprika, реж. Тінто Брасс (1991)
- Un inverno freddo freddo, реж. Роберто Кампанеллі (1996)
- Simpatici & antipatici, реж. Крістіан Де Сіка (1998)
- La cena, реж. Етторе Скола (1998)
- Arresti domiciliari, реж. Stefano Calvagna (2000)
- Al momento giusto, реж. Giorgio Panariello та Gaia Gorrini (2000)
- Ti voglio bene Eugenio, реж. Francisco Josè Fernandez (2002)
- Amore 14, реж. Federico Moccia (2009)
- La città invisibile, реж. Giuseppe Tandoi (2010)
- Stripes, реж. Marco Adabbo (2013)
- La legge è uguale per tutti... forse, реж. Ciro Ceruti та Ciro Villano (2014)